# Хайнрих IV фон Вернигероде
Хайнрих IV фон Вернигероде (на немски: Heinrich IV von Wernigerode; † 3 юни/13 юни 1429) е от 1375 до 3 юни 1429 г. последният от фамилията му граф на Графство Вернигероде в Северен Харц.

## Произход
Той е третият син на граф Конрад IV фон Вернигероде († 1373) и съпругата му Елизабет (или Лутруд) фон Хонщайн-Херинген-Тона († сл. 1347), вдовица на граф Ото I фон Щолберг († 1337/1341), дъщеря на граф Дитрих III фон Хонщайн-Клетенберг († 1329/1330) и Елизабет фон Валдек († 1371). Брат е на Конрад V († 1407), граф на Вернигероде (1358 – 1407), граф Дитрих († 1386), Албрехт († 1419), епископ на Халберщат (1411 – 1419) и Фридрих фон Вернигероде († сл. 1394), абат на манастир Илфелд (1378 – 1394). По-малък полубрат е на граф Хайнрих XVI фон Щолберг († сл. 1403).
През 1417 г. се състои наследствено побратяване с графовете на Щолберг, които управляват от 1429 г.
Хайнрих IV фон Вернигероде умира бездетен на 13 юни 1429 г. и е погребан в църквата във Вернигероде.

## Фамилия
Хайнрих IV фон Вернигероде се жени пр. 13 февруари 1412 г. за Агнес фон Глайхен-Тона († 18 октомври 1427), дъщеря на граф Хайнрих VI фон Глайхен-Tona († 1379) и Юта фон Кверфурт († 1370). Те нямат деца.